# (sic)nesses
(sic)nesses är en dubbel-DVD av bandet Slipknot, som släpptes den 28 september 2010. DVD:n innehåller en hel livekonsert med bandet från Download Festival 2009, då bandet var en av huvudakterna under festivalen, en 45-minuters kortfilm där man får se bandet bakom kulisserna, regisserad av bandets slagverkare Shawn Crahan samt fyra musikvideor från albumet All Hope Is Gone (2008). Detta är bandets första släpp sedan basisten Paul Grays bortgång i maj 2010; (sic)nesses tillägnas denne.

## Produktion och marknadsföring
Albumet marknadsfördes främst genom visning av olika videoklipp på flera webbplatser, inklusive Roadrunner Records. I USA visades (sic)nesses i olika biografer före den kommersiella lanseringen. DVD:n mixades i Milico Studios i London, England och mastrades i Sterling Sound i New York. (sic)nesses återsläpptes även på Blu-ray 2012.

## Låtlista

### Skiva 1

#### Liveframträdande från Download Festival 2009
1. "742617000027"
2. "(sic)"
3. "Eyeless"
4. "Wait And Bleed"
5. "Get This"
6. "Before I Forget"
7. "Sulfur"
8. "The Blister Exists"
9. "Dead Memories"
10. "Left Behind"
11. "Disasterpiece"
12. "Vermilion"
13. "Everything Ends"
14. "Psychosocial"
15. "Duality"
16. "People = Shit"
17. "Surfacing"
18. "Spit It Out"

#### Musikvideor
1. "Psychosocial"
2. "Dead Memories"
3. "Sulfur"
4. "Snuff"
5. "The Making of Snuff"

### Skiva 2

#### Kortfilm
- Audible Visions of (sic)nesses (En 45-minuters kortfilm regisserad av Shawn Crahan)
- Paul Gray Intervju (gömd)
- A Tribute to Paul Gray (gömd)